# Zuid-Sinaï
De Zuid-Sinaï of Zuidelijke Sinaï (Arabisch: جنوب سيناء, Janub Sina`) is een van de 29 gouvernementen van Egypte. Het beslaat de zuidelijke helft van het Egyptische schiereiland Sinaï. Het gouvernement werd rond 1984 gevormd door de opdeling van het voormalige gouvernement Sinaï in een noordelijk- en dit zuidelijke deel. Het wordt begrensd door de Golf van Akaba, de Rode Zee, de Golf van Suez en de gouvernementen Suez en Noord-Sinaï.
Het gouvernement Zuid-Sinaï heeft een oppervlakte van ruim 33.000 vierkante kilometer. Het omvat ook het nationaal park Ras Mohammed en de omstreden eilanden Tiran en Sanafir. Anno 2006 telde het bijna 150.000 inwoners, waarmee het in aantal inwoners het kleinste gouvernement van Egypte is. De grootste plaats is Sharm-el-Sheikh aan de Rode Zee en de hoofdplaats is El-Tor aan de Golf van Suez. Voorts liggen in het gebied de berg Sinaï met het Catharinaklooster in het binnenland en de badplaats Taba aan de Golf van Akaba.